# Gốm thủy tinh
Gốm thủy tinh hay thủy tinh-gốm là vật liệu đa tinh thể được sản xuất thông qua quá trình kết tinh có kiểm soát của thủy tinh cơ bản. Vật liệu gốm thủy tinh chia sẻ nhiều đặc tính với cả thủy tinh và gốm sứ. Gốm thủy tinh có một pha vô định hình và một hoặc nhiều pha tinh thể và được tạo ra từ "kết tinh có kiểm soát" trái ngược với sự kết tinh tự phát, điều này thường không được mong muốn trong sản xuất thủy tinh. Thủy tinh-gốm có lợi thế chế tạo của thủy tinh, cũng như các tính chất đặc biệt của gốm. Khi được sử dụng để hàn kín, một số gốm thủy tinh không yêu cầu hàn nhưng có thể chịu được nhiệt độ hàn lên đến 700 °C. Thủy tinh-gốm thường có tỷ lệ kết tinh từ 30% [m/m] và 90% [m/m] và mang lại một loạt các vật liệu có tính hấp dẫn như độ xốp bằng 0, độ bền cao, dẻo dai, mờ hoặc mờ đục, nám, opan, độ giãn nở nhiệt thấp hoặc thậm chí âm, ổn định nhiệt độ cao, huỳnh quang, khả năng gia công, sắt từ, khả năng hấp thụ lại hoặc độ bền hóa học cao, tính tương thích sinh học, hoạt tính sinh học, độ dẫn ion, tính siêu dẫn, khả năng cách ly, hằng số điện môi thấp và tổn thất, điện trở suất cao và điện áp đánh thủng. Những đặc tính này có thể được điều chỉnh bằng cách kiểm soát thành phần thủy tinh gốc và bằng cách xử lý nhiệt / kết tinh có kiểm soát của thủy tinh gốc. Trong sản xuất, thủy tinh-gốm được đánh giá cao vì có độ bền của gốm nhưng tính chất kín (hermetic seal) của thủy tinh.
Thủy tinh-gốm hầu hết được sản xuất theo hai bước: Thứ nhất, thủy tinh được hình thành bởi quá trình sản xuất thủy tinh. Ly được làm nguội và sau đó được hâm nóng ở bước thứ hai. Trong quá trình xử lý nhiệt này, một phần thủy tinh sẽ kết tinh. Trong hầu hết các trường hợp, các chất tạo mầm được thêm vào thành phần cơ bản của gốm thủy tinh. Các tác nhân tạo mầm này hỗ trợ và kiểm soát quá trình kết tinh. Bởi vì thường không có quá trình ép và nung kết, không giống như gốm nung kết, gốm thủy tinh không có lỗ rỗng.
Có rất nhiều hệ thống gốm thủy tinh tồn tại, ví dụ, hệ thống Li2O × Al2O3 × n SiO2 (hệ thống LAS), hệ thống MgO × Al2O3 × n SiO2 (hệ thống MAS), ZnO × Al2O3 × n SiO2 (hệ thống ZAS).